# دون بلفور
دون بلفور (بالإنجليزية: Don Balfour)‏ هو لاعب كرة قدم أسترالية أسترالي، ولد في 11 نوفمبر 1918، وتوفي في 21 أبريل 2008.

## وصلات خارجية
- دون بلفور على موقع AustralianFootball.com (الإنجليزية)
- دون بلفور على موقع AFLtables.com (الإنجليزية)